# Cirrhophanus triangulifer
Cirrhophanus triangulifer är en fjärilsart som beskrevs av Druce. Cirrhophanus triangulifer ingår i släktet Cirrhophanus och familjen nattflyn. Inga underarter finns listade i Catalogue of Life.

## Bildgalleri

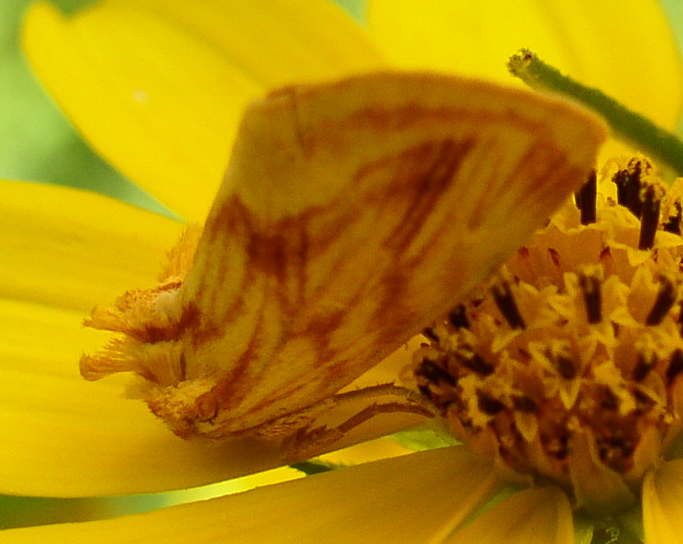